# Karsten Landin
Karsten Gerhard Stephen Landin, född 6 september 1952 i London, är en svensk dart- och golfkommentator på TV-kanalen Eurosport. Han är son till radioprataren Gert Landin.
Landin var under 12 år aktiv inom Svenska Dartförbundet. Han var under 1990-talet en drivande kraft för att få svensk dart att komma med i Riksidrottsförbundet, men detta kunde inte genomföras på grund av stora konflikter gällande alkohol vid, runt och inom sporten. Landin utsågs 1998 till hedersledamot i Svenska Dartförbundet. 
Utöver dart är Landin mycket inriktad på golf och har en tävlingskarriär på nationell nivå bakom sig. Han är idag ordförande för golfsektionen inom AIK.